# Кудрявцев, Александр Васильевич
Александр Васильевич Кудрявцев (1906, село Посконь, Калужская губерния, Российская империя — 1970, Тольятти, Куйбышевская область, РСФСР) — советский партийный деятель, первый секретарь Кабардино-Балкарского областного комитета ВКП(б) (1938—1939), первый секретарь Бурят-Монгольского областного комитета ВКП(б) (1943—1951).

## Биография
В 1928 г. поступил на обучение в Академию Коммунистического Воспитания имени Н. К. Крупской, 
в 1938 г. окончил два курса в Институте Красной профессуры.
С 1924 г. — в районном комитете комсомола, потом в Томском губернском комитете комсомола и Западносибирском краевом комитете комсомола. 
Член ВКП(б) с 1930 г. В 1933—1934 гг. — в Красной Армии, затем — в Анжеро-Судженском городском комитете ВКП(б), затем — в ЦК ВКП(б).
- 1938—1939 гг. — первый секретарь Кабардино-Балкарского областного комитета ВКП(б),
- 1939—1942 гг. — второй секретарь ЦК Коммунистической партии Узбекистана и член Бюро ЦК КП Узбекистана,
- 1942—1943 гг. — начальник политотдела Народного комиссариата земледелия СССР и заместитель народного комиссара земледелия СССР,
- 1943—1951 гг. — первый секретарь Бурят-Монгольского областного комитета ВКП(б),
- 1951—1953 гг. — секретарь, затем второй секретарь Астраханского областного комитета ВКП(б)/КПСС[2].
- 1957—1961 гг. — председатель исполнительного комитета районного (городского) Совета народных депутатов ВКП(б) — КПСС города Богданович Свердловской области.

Член Центральной Ревизионной Комиссии ВКП(б) (1939—1952). Депутат Верховного Совета СССР 1-3-го созывов.

## Награды и звания
Награждён Орденом Ленина (1948) и медалью «За доблестный труд в Великой Отечественной войне 1941—1945 гг» (1946).